# Vedea (gmina w okręgu Ardżesz)
Vedea – gmina w Rumunii, w okręgu Ardżesz. Obejmuje miejscowości Bădicea, Blejani, Burețești, Chirițești, Chițani, Ciurești, Dincani, Fata, Frătici, Izvoru de Jos, Izvoru de Sus, Lungani, Mogoșești, Prodani, Rățoi, Vața, Vârșești, Vedea i Vețișoara. W 2011 roku liczyła 4041 mieszkańców.